# Loi du 31 juillet 1921 en Belgique
 (novembre 2016).
La loi du 31 juillet 1921, aussi appelée loi Van Cauwelaert est la loi qui fixe les deux régions unilinguistes et Bruxelles comme région bilingue. Elle fixe également l'emploi des langues en matière administrative.
A ce titre, elle contribue largement à la législation sur l'usage des langues en Belgique.

## Lois linguistiques déjà existantes
- Loi du 17 août 1873 : possibilité d’être jugé en néerlandais en Flandre et à Bruxelles.
- Loi du 22 mai 1878 (« loi de Laet ») : emploi du néerlandais dans la gestion administrative en Flandre
- 1883 : emploi du néerlandais dans les écoles moyennes et les Athénées Royaux pour au moins deux cours (en 1910, l’emploi du néerlandais sera élargi à l’enseignement privé).
- 1898 : Loi Coremans-De Vriendt : le néerlandais devient la seconde langue officielle du pays.

## De la proposition de loi à sa promulgation

### Composition de la chambre (1919-1921)[1]
|         |                                                    | Flandre      | Flandre               | Bruxelles | Bruxelles           | Wallonie   | Wallonie      | Totale       | Totale                 |
|         | %                                                  |              | %                     |           | %                   |            | %             |              |                        |
| Membres | Catholiques Libéraux Socialistes Frontistes Autres | 45 15 23 4 1 | 24.2 8.1 12.4 2.2 0.5 | 7 6 9 1 3 | 3.8 3.2 4.8 0.5 1.6 | 21 13 38 0 | 11.3 7 20.4 0 | 73 34 70 5 4 | 39.2 18.3 37.6 2.7 2.2 |
|         | Total                                              | 88           | 47.3                  | 26        | 14                  | 72         | 38.7          | 186          | 100                    |

### Texte de loi
La proposition de loi qui fut déposée le 4 février 1920 reprenait le texte de proposition de loi de Delaet déposé en avril 1876 mais, aux vues des faibles changements apportées par la loi de 1878, il était nécessaire d’apporter plus de contraintes pour voir les choses évoluées. 
Voici ci-après les différences entre la proposition de loi de 1876 et la loi adoptée en 1878 :
- La loi ne précise pas que la Belgique est divisée en deux régions et que celles-ci doivent être traitées de façon égales. La loi de 1878 n’aborde que les 4 provinces flamandes et l’arrondissement de Bruxelles. Il n’est pas fait mention d’une égalité des deux parties du pays ;
- La loi ne mentionne rien à propos des relations internes or dans la proposition de loi il est stipulé que dans les relations entre les pouvoirs publics, celles-ci doivent se faire dans la langue de la région (français ou flamand) et que les textes officiels doivent être eux aussi rédigés dans la langue de la région ;
- Pour les relations publiques, la loi reste très vague alors que la proposition énumérait précisément les types de textes, d’actes et les documents qui étaient concernés par l’obligation ;
- Pour ce qui est de Bruxelles, la proposition de loi prévoit un régime linguistique bilingue pour l’agglomération bruxelloise. Il y avait donc une distinction entre l’arrondissement de Bruxelles et l’agglomération bruxelloise. L’arrondissement de Bruxelles est alors assimilé aux autres provinces flamandes. La loi quant à elle applique le bilinguisme à l’ensemble de l’arrondissement ;
- Dans la proposition de loi, les communes du Hainaut et de Liège c’est le régime linguistique néerlandais qui est appliqué car le néerlandais est la langue parlée couramment par les habitants de ces communes. Pour les communes situées dans les provinces flamandes et l’arrondissement de Louvain, où le français est dominant, c’est le régime linguistique français qui est mis en application. La loi de 1878 reste muette sur le régime linguistique de ces communes.

Il est ainsi possible de constater que le texte de la proposition de loi et la loi présente des différences importantes.  
La proposition de loi du 4 février 1920 fut en premier lieu discutée par la commission des langues. Il est important de souligner que dans cette commission, les députés flamands étaient plus nombreux que les autres. Avec l’impulsion de Van Cauwelaert, le texte fut fortement détaillé et développé. Voici le rapport de la commission :
- L’usage du néerlandais est élargi à toutes les administrations sous la surveillance de l’état ou soumises à lui et non plus uniquement aux administrations publiques ;
- Les avis de communications au public doivent être publiés dans les deux langues en fonction de la langue des électeurs et de la taille de la commune. Cela permet aux minorités linguistiques d’avoir un régime bilingue partiel ;
- Pour les communes ou l’allemand est la langue majoritairement parlée par les habitants, celle-ci devient la langue officielle ;
- Les fonctionnaires des administrations doivent obligatoirement connaitre la langue de la région.

#### Les débats politiques
Le texte de loi va être soumis dans un premier temps à la Chambre ou il sera débattu, ensuite il sera débattu et modifié au Sénat et reviendra à la Chambre (rappelons que la décision finale appartient à la chambre et non pas au Sénat).  
Lors de son passage et de son vote à la chambre le 6 août 1920, trois adaptations ont été approuvées par celle-ci :
1. L’agglomération bruxelloise sera composée de 15 communes. Dans la proposition de loi initiale, l’agglomération bruxelloise devait être composée de 9 communes. Le texte ne s’oppose pas à l’élargissement de l’agglomération même s’il ne prévoit pas de mécanisme d’extensions ;
2. Qu’ils aient passés leur examen d’admission en français ou en néerlandais, les fonctionnaires administratifs sont désormais nommés de façon égale ;
3. Pour les communes germanophones, les communications publiques doivent être faites en allemand et en français ou bien en allemand et en néerlandais. Les habitants peuvent utiliser l’allemand dans les administrations et demander que les administrations s’adressent à eux en allemand.

Le vote de la chambre va provoquer de nombreuses tensions et à la suite de cela, certains politiques vont demander une modification partielle du texte par le Sénat. 
Le Sénat va modifier le texte de la chambre sur quatre points et ils vont approuver cette nouvelle version le 13 mai 1921 : 
1. L’application du bilinguisme dans les administrations est assouplie ;
2. Le mode de fixation des limites des régions linguistiques est redéfini ;
3. La loi n’interdit pas l’usage courant des deux langues mais il est nécessaire de spécifier sa langue dominante ;
4. Le sénat abolit les références au droit des germanophones et à la langue allemande.

Après ces modifications, le texte est renvoyé à la Chambre où il est accepté. 

### Votes
Le premier vote de la chambre a lieu le 3 août 1920 et le second (après la modification de texte par le sénat) a lieu le 29 juillet 1921. 
Tableaupremier vote à la Chambre de la loi de 1921 le 3 août 1920
|            |                                                                      | Flandre         | Flandre                    | Bruxelles    | Bruxelles              | Wallonie      | Wallonie             | Total            | Total                      |
|            |                                                                      |                 | %                          |              | %                      |               | %                    |                  | %                          |
| Membres    | Catholiques Libéraux Socialistes Frontistes Autres Total             | 45 15 23 4 1 88 | 24.2 8.1 12.4 2.2 0.5 47.3 | 7 6 9 1 3 26 | 3.8 3.2 4.8 0.5 1.6 14 | 21 13 38 0 72 | 11.3 7 20.4 0 38.7   | 73 34 70 5 4 186 | 39.2 18.3 37.6 2.7 2.2 100 |
| Votants    | Catholiques Libéraux Socialistes Frontistes Autres Total (% membres) | 43 10 20 3 0 76 | 23.1 2.7 10.2 1.6 0 40.9   | 5 3 6 1 2 17 | 2.7 0 3.2 0.5 9.1      | 16 11 27 0 54 | 8.6 5.9 14.5 0 29    | 64 24 53 4 2 147 | 34.4 12.9 28.5 2.2 1.1 79  |
| Pour       | Catholiques Libéraux Socialistes Frontistes Autres Total (% régions) | 43 5 19 3 0 70  | 56.6 6.6 25 3.9 0 92.1     | 5 0 6 1 13   | 29.4 0 35.3 5.9 76.5   | 10 0 2 0 12   | 18.5 0 3.7 0 22.2    | 58 5 27 4 1 95   | 39.5 3.4 18.4 2.7 0.7 64.6 |
| Contre     | Catholiques Libéraux Socialistes Frontistes Autres Total (% régions) | 0 3 0 3         | 0 3.9 0 3.9                | 0 3 0 1 4    | 0 17.6 0 5.9 23.5      | 3 9 24 0 36   | 5.6 16.7 44.4 0 66.7 | 3 15 24 0 1 43   | 2 10.2 16.3 0 0.7 45.3     |
| Abstention | Catholiques Libéraux Socialistes Frontistes Autres Total (% régions) | 0 2 1 0 3       | 0 2.6 1.3 0 3.9            | 0 0          | 0 0                    | 3 2 1 0 6     | 5.6 3.7 1.9 0 11.1   | 3 4 2 0 9        | 3.2 4.2 2.1 0 9.5          |

Tableau du second vote à la Chambre de la loi de 1921 le 29 juillet 1921
|            |                                                                      | Flandre         | Flandre                    | Bruxelles    | Bruxelles              | Wallonie      | Wallonie              | Total            | Total                       |
|            |                                                                      |                 | %                          |              | %                      |               | %                     |                  | %                           |
| Membres    | Catholiques Libéraux Socialistes Frontistes Autres Total             | 45 15 23 4 1 88 | 24.2 8.1 12.4 2.2 0.5 47.3 | 7 6 9 1 3 26 | 3.8 3.2 4.8 0.5 1.6 14 | 21 13 38 0 72 | 11.3 7 20.4 0 38.7    | 73 34 70 5 4 186 | 39.2 18.3 37.6 2.7 2.2 100  |
| Votants    | Catholiques Libéraux Socialistes Frontistes Autres Total (% membres) | 39 12 19 4 1 75 | 20.4 3.2 9.7 0 0.5 40.3    | 4 5 6 1 17   | 1.6 0 3.2 0 9.1        | 18 10 26 0 54 | 9.7 5.4 14 0 29       | 61 27 51 5 2 146 | 32.8 15.5 27.4 2.7 1.1 78.5 |
| Pour       | Catholiques Libéraux Socialistes Frontistes Autres Total (% régions) | 38 6 18 0 1 63  | 50.7 8 24 0 1.3 84         | 3 0 6 0 9    | 17.6 0 35.3 0 52.9     | 1 0 2 0 3     | 1.9 0 3.7 0 5.6       | 42 6 26 0 1 75   | 28.8 4.1 17.8 0 0.7 51.4    |
| Contre     | Catholiques Libéraux Socialistes Frontistes Autres Total (% régions) | 0 4 0 4 0 8     | 0 5.3 0 5.3 0 10.7         | 0 5 0 1 7    | 0 29.4 0 5.9 41.2      | 9 10 23 0 42  | 16.7 18.5 42.6 0 77.8 | 9 19 23 5 1 57   | 6.2 13 15.8 3.4 0.7 39      |
| Abstention | Catholiques Libéraux Socialistes Frontistes Autres Total (% régions) | 1 2 1 0 4       | 1.3 2.7 1.3 0 5.3          | 1 0 1        | 5.9 0 5.9              | 8 0 1 0 9     | 14.8 0 1.9 0 16.7     | 10 2 0 14        | 6.8 1.4 0 9.6               |

La loi est promulguée le 31 juillet 1921 et entre en vigueur le 1er janvier 1922. Cette loi abroge la loi du 22 mai 1878

## Situation juridique de la Belgique après le vote de la loi
Les trois régions linguistiques qui n’étaient pas clairement définies dans la loi de 1878 sont redéfinies, leurs limites sont fixées. Les régions sont traitées de façon égale. Dorénavant il sera question de l’agglomération bruxelloise et plus d’arrondissement de Bruxelles et celle-ci sera bilingue. On ne parle pas encore de frontière linguistique au sens juridique mais d’une limite administrative il faut le souligner. Cette frontière n’est pas encore fixe. En effet elle est susceptible de bouger en fonction du dernier recensement linguistique.
La loi de 1921 propose une solution pour les communes égarées contrairement à la loi de 1878. Pour les communes ou la majorité de la population déclare lors du recensement, parler une autre langue (français ou néerlandais) que la langue administrative de la commune, les conseils communaux ont la possibilité de choisir la langue administrative interne de leur commune. 
La loi de 1921 a pour aspiration que les fonctionnaires administratifs acquièrent peu à peu un bilinguisme minimal. Cependant à la suite des modifications du texte de loi par le sénat, cet objectif est mis à mal. Le sénat a assoupli le champ d’application du bilinguisme dans les administrations ce qui signifie que la loi ne prévoit pas de contrôle de bilinguisme, elle ne veille pas à la formation des administrateurs, ceux-ci ne doivent donc pas maitriser obligatoirement les deux langues nationales. 
Pour ce qui est de l’agglomération bruxelloise, les administrations sont libres de choisir leur langue administrative. En 1922, seul Woluwe-Saint-Étienne a fait le choix du néerlandais, Woluwe-Saint-Pierre a fait le choix des deux langues nationales. Pour toutes les autres communes, la langue qui a été choisie est le français.

## Conséquences
Même après la loi de 1921, on constate qu’il n’y a pas encore une réelle égalité entre le français et le flamand dans l’administration. Pour les auteurs flamands, la loi de 1921 est donc considérée comme un échec car elle n’a pas permis cette égalité et ce bilinguisme temps voulu. Cependant la loi de 1921 va instaurer les bases des législations futures. En effet, la loi de 1932 va reprendre les fondements de la loi de 1921 mais en apportant des garanties beaucoup plus importantes sur la mise en application des dispositions prises en 1921. La loi de 1932 sera donc vue comme le point de départ de la fixation définitive de la frontière linguistique en 1962. 
On peut donc considérer que la loi de 1921 pose les fondations des lois linguistiques, la loi de 1932 va les consolider et les améliorer et la loi de 1962 en est l’aboutissement avec la fixation définitive de la frontière linguistique.

## Lois linguistiques après 1921
- 1928 : loi pour l’armée belge. Les ordres seront désormais donnés dans la langue du soldat et non plus uniquement en français.
- 1930 : « flamandisation » de l’université de Gand.
- Loi du 28 juin 1932 sur l'emploi des langues en matière administrative.
- Loi du 2 juillet 1954 (qui modifie la loi de 1932)
- Loi du 8 novembre 1962 : fixation définitive de la frontière linguistique en Belgique.
- Loi du 2 août 1963 : fixation des limites de l’agglomération Bruxelloise et de sa périphérie.
- 1967 : « flamandisation » de l’université Catholique de Louvain.